# Plumbotsumite
La plumbotsumite è un minerale.